# Составной бозон
Составной бозон (иногда: композитный бозон) — это связанное состояние фермионов, в результате которого образуется бозон. Примерами являются куперовские пары, полупроводниковые экситоны, мезоны, сверхтекучий гелий, конденсаты Бозе — Эйнштейна, атомные бозоны и фермионные конденсаты. Составная частица, содержащая чётное число фермионов, является бозоном, так как она имеет целочисленный спин. Эти состояния составных частиц имеют симметричную волновую функцию при обмене любой пары частиц. Волновая функция задается постоянным числом состояний одиночной частицы для случая невзаимодействующих частиц.